# Dactylolabis (Dactylolabis) laticellula
Dactylolabis (Dactylolabis) laticellula is een tweevleugelige uit de familie steltmuggen (Limoniidae). De soort komt voor in het Palearctisch gebied.